# Заговор
Заговорът е тайно съглашение за съвместни организирани действия между лица и/или организации (тайни общества), които са насочени към реализирането на специална цел - завземане на властта или извършването на престъпление/я срещу съществуващото обществено-политическо и/или икономическо устройство на страната, предвид нанасяне на максимални и чрезвичайни поражения върху населението и/или територията ѝ.